# Siergiej Juzepczuk
Siergiej Wasiljewicz Juzepczuk (ros. Серге́й Васи́льевич Юзепчу́к , ur. 28 stycznia 1893 w Moskwie, zm. 8 stycznia 1959 w Rydze) – radziecki botanik i specjalistą od ziemniaków. Przeprowadził ekspedycje botaniczne przez Amerykę Południową w poszukiwaniu plazmy zarodkowej Solanaceae.
Całe życie akademickie pracował w Ogrodzie Botanicznym Uniwersytetu Państwowego w Sankt Petersburgu.

## Niektóre gatunki opisane przez Juzepczuka
- Solanum phureja Juz. et Bukasov[1];
- Solanum acroglossum Juz.
- Solanum andigenum Juz. & Bukasov[2], espèce reclassée depuis en sous-espèce de la pomme de terre cultivée, sous le nom de  Solanum tuberosum subsp. andigenum (Juz. et Bukasov) Hawkes;

- Dryas hookeriana Juz. 1929, synonyme de Dryas octopetala var. hookerana (Juz.) Hulten.